# Juozas Igovinas
Juozas Igovinas war ein litauischer Fußballtorhüter. 

## Karriere
Juozas Igovinas spielte in seiner Vereinskarriere für KSS Klaipėda im ehemaligen ostpreußischen Memel.
Im Juli 1928 debütierte Igovinas in der Litauischen Fußballnationalmannschaft während des Baltic Cups 1928 in Estland, im Eröffnungsspiel gegen Lettland. Im Jahr 1929 und 1931 nahm er mit der Nationalmannschaft zwei weitere Male am Baltic Cup teil.
Von 1928 bis 1931 absolvierte Igovinas fünf Länderspiele für die Litauische Nationalmannschaft. 